# Número de Sierpiński
Em matemática, um número de Sierpiński é um número natural ímpar k tal que inteiros da forma k2n + 1 são compostos (não são números primos) para todos os números naturais n.
Em outras palavras, quando k é um número de Sierpiński, todos os membros do seguinte conjunto são compostos:
{\displaystyle \left\{\,k2^{n}+1:n\in \mathbb {N} \,\right\}}
Os números neste conjunto com k ímpar e k < 2n são chamados números de Proth.
Em 1960 Wacław Sierpiński demonstrou que existem infinitos inteiros ímpares que ao serem usados como k produzem números não primos.